# Bernard Wrightson
Bernard Charles Wrightson –conocido como Bernie Wrightson– (Phoenix, 25 de junio de 1944) es un deportista estadounidense que compitió en saltos de trampolín.
Participó en los Juegos Olímpicos de México 1968, obteniendo una medalla de oro en la prueba individual. Ganó una medalla de oro en los Juegos Panamericanos de 1967.

## Palmarés internacional
| Juegos Olímpicos     | Juegos Olímpicos  | Juegos Olímpicos | Juegos Olímpicos |
| Año                  | Lugar             | Medalla          | Prueba           |
| -------------------- | ----------------- | ---------------- | ---------------- |
| 1968                 | México (México)   | Medalla de oro   | Trampolín 3 m    |
| Juegos Panamericanos |                   |                  |                  |
| Año                  | Lugar             | Medalla          | Prueba           |
| 1967                 | Winnipeg (Canadá) | Medalla de oro   | Trampolín 3 m    |